# De koningsdochter van Elfenland
De koningsdochter van Elfenland is een fantasyroman  uit 1924 van de Britse schrijver Lord Dunsany.

## Samenvatting
700 jaar wordt het land Erl nu al geregeerd door het geslacht van de vorst. Hij en zijn voorgangers regeerden het land goed, maar het volk wil nu wat nieuws: een delegatie vraagt de vorst om een tovervorst. De vorst stemt toe en stuurt zijn oudste zoon Alveric naar het verre feeënrijk om met de Lirazel, de dochter van de koning van Elfenland te trouwen. Nadat hij haar vier lijfwachten heeft verslagen, vluchten de twee naar Erl. Het blijkt dat in Erl twaalf jaren voorbij zijn gegaan en dat Alverics vader is gestorven. Om met Alveric te kunnen trouwen moet Lirazel alle Elfse zaken verloochenen. Uit liefde voor Alveric doet ze dit uiteindelijk en het paar wordt getrouwd. Ze krijgen samen een zoon, die wordt verzorgd door de heks Ziroonderel.
Dan ontdekt Lirazel de tijd, die schoonheid vervaagt, en ze is ontzet bij de gedachte dat ze in dit aardse land misschien ook zelf ouder zal worden. Toch probeert ze het haar geliefde naar de zin te maken. Na drie jaar arriveert de Trol Lurulu met een kistje van de koning van Elfenland. Lirazel weet dat dit kistje een spreuk bevat die haar naar huis zal voeren en ze kiest voor haar man en kind, dus ze besluit het niet te openen. Niet veel later geeft ze haar zoon eindelijk een naam, waar haar man haar al zo vaak om had gevraagd: Orion, naar de sterren waar ze zo van houdt. Ook probeert ze werkelijk zijn wensen te volgen, maar de dochter van Elfenland kan de gewoontes en gebruiken in Erl maar niet doorgronden. Uiteindelijk krijgt het stel ruzie, waarop Lirazel naar haar toren gaat en het kistje opent. Fantasieën uit Elfenland drijven de grens over en nemen haar in bezit; Lirazel zweeft als een droombeeld terug naar huis.
Alveric gaat haar achterna en ontdekt dat het Elfenland zich teruggetrokken heeft. Vele jaren zwerft hij door de oostelijke streken, op zoek naar het verloren land en zijn geliefde die zich daar bevindt. Ondertussen groeit Orion op en wordt een verwoed jager, die zelfs een Eenhoorn verschalkt. En de koningsdochter van Elfenland begint zich weer de aarde, de velden en haar zoon Orion te herinneren. Lirazels vader voelt haar verdriet en laat haar prachtige fantasieën zien, maar het is niet genoeg. De elfenkoning deelt het verdriet van zijn dochter en na mislukte pogingen haar op te vrolijken, besluit de toverkoning zijn laatste grote spreuk te gebruiken: Het Elfenland stort zich uit over Erl, dat een deel van het toverland wordt. Lirazel, Alveric en Orion leven er samen zonder ooit ouder te worden.